# Pyramide pentagonale allongée
La Pyramide pentagonale allongée est une figure géométrique faisant partie des solides de Johnson (J9). 
Comme son nom le suggère, elle peut être obtenu par l'allongement d'une pyramide pentagonale (J2) par insertion d'un prisme pentagonal à sa base.
Les 92 Solides de Johnson furent nommés et décrits par Norman Johnson en 1966.